# Müller Ridge
Müller Ridge  ist ein mehr als 1000 m hoher Gebirgskamm im Norden von Südgeorgien im Südatlantik. Er ragt in nord-südlicher Ausrichtung zwischen dem Kompass-Gletscher im Westen und dem Crean-Gletscher im Osten nahe dem Kopfende der Antarctic Bay auf.
Das UK Antarctic Place-Names Committee benannte ihn 2014. Namensgeber ist Namensgeber ist Johannes Müller († 1941), Zweiter Offizier zuständig für Navigation an Bord der Deutschland bei der Zweiten Deutschen Antarktisexpedition (1911–1912) unter der Leitung Wilhelm Filchners. Gemeinsam mit Filchner hatte Müller eine Landkarte erstellt, die dem britischen Polarforscher Ernest Shackleton 1916 bei der Durchquerung Südgeorgiens im Zuge der Endurance-Expedition (1914–1917) gedient hatte.